# Rectoria de Sant Baldiri de Solius
La Rectoria de Sant Baldiri de Solius és una obra renaixentista de Santa Cristina d'Aro (Baix Empordà) inclosa a l'Inventari del Patrimoni Arquitectònic de Catalunya.

## Descripció
Habitatge amb l'entrada principal afrontada amb l'ermita de Sant Baldiri, formada per dos cossos rectangulars disposats ortogonalment i de dues plantes d'alçada. Destaca un finestral realitzat amb totxo formant dues arcades. El seu parament és fet de maçoneria i arrebossat. Conserva diversos elements corresponents a diverses modificacions al llarg del temps.

## Història
El conjunt de la casa rectoral i l'ermita de Sant Baldiri són datades per diversos historiadors dels segles XVII-XVIII, però algun autor ha indicat com a datació el segle xv i concretament la data 1464.